# Сардан (посёлок)
Сардан — поселок в Можгинском районе Удмуртской республики.

## География
Находится в юго-западной части Удмуртии на расстоянии приблизительно 6 км на запад по прямой от районного центра города Можга.

## История
Известен с 1939 года как поселок Сарданской психолечебницы, с 1971 года настоящее название. До 2021 года входил в состав Сюгаильского сельского поселения.

## Население
Постоянное население 865 человек в 2002 году (русские 62 %, удмурты 31 %), 664 в 2012.